# Msheirfeh Qabliyeh
Msheirfeh Qabliyeh (tiếng Ả Rập: مشيرفة قبلية) là một ngôi làng Syria nằm ở Al-Tamanah Nahiyah ở huyện Maarrat al-Nu'man, Idlib. Theo Cục Thống kê Trung ương Syria (CBS), Msheirfeh Qabliyeh có dân số 493 trong cuộc điều tra dân số năm 2004.